# 惡女殺狠大
《惡女殺狠大》（英語：Bitch Slap）是一部2009年美國動作片，由瑞克·雅各森執導並與艾瑞克·格林德曼（Eric Gruendemann）編劇、監製，茱莉亞·佛絲、艾琳·康明絲、亞美莉卡·奧莉薇、露西·勞勒斯、凱文·索柏和瑞妮·歐康諾主演。劇情講述三名惡女前往一處偏遠的沙漠世外桃源，從冷酷無情的黑社會頭目手中偷走價值2億美元的鑽石。
電影2009年9月14日在多倫多國際影展首映，2010年1月8日在美國VOD發行並有限上映三週。

## 演員
- 茱莉亞·佛絲（英语：Julia Voth）飾演翠克西（Trixie）
- 艾琳·康明絲（英语：Erin Cummings）飾演赫兒（Hel）
- 亞美莉卡·奧莉薇（英语：America Olivo）飾演卡梅洛（Camero）
- 露西·勞勒斯飾演大媽媽（Mother Superior）
- 凱文·索柏飾演菲尼克斯先生（Mr. Phoenix）
- 瑞妮·歐康諾（英语：Renee O'Connor）飾演巴崔爾修女（Sister Batril）
- 麥可·賀斯特（英语：Michael Hurst）飾演蓋吉（Gage）
- 朗·梅倫德斯（Ron Melendez）飾演福克斯副警長（Deputy Fuchs）
- 威廉·葛利戈·李（英语：William Gregory Lee）飾演「火線」（Hot Wire）
- 野路美苗（英语：Minae Noji）飾演「金基」（Kinki）
- 馬克·魯茲（英语：Mark Lutz (actor)）飾演戴特·馮·馮德文（Deiter Von Vondervon）
- 黛比·李·卡林頓（英语：Debbie Lee Carrington）飾演「火熱派」（Hot Pocket）
- 佐伊·貝爾（英语：Zoë Bell）飾演「生皮鞭」（Rawhide）

## 外部連結
- 官方网站
- 互联网电影数据库（IMDb）上《惡女殺狠大》的资料（英文）
- AllMovie上《惡女殺狠大》的资料（英文）